# Jan Himilsbach

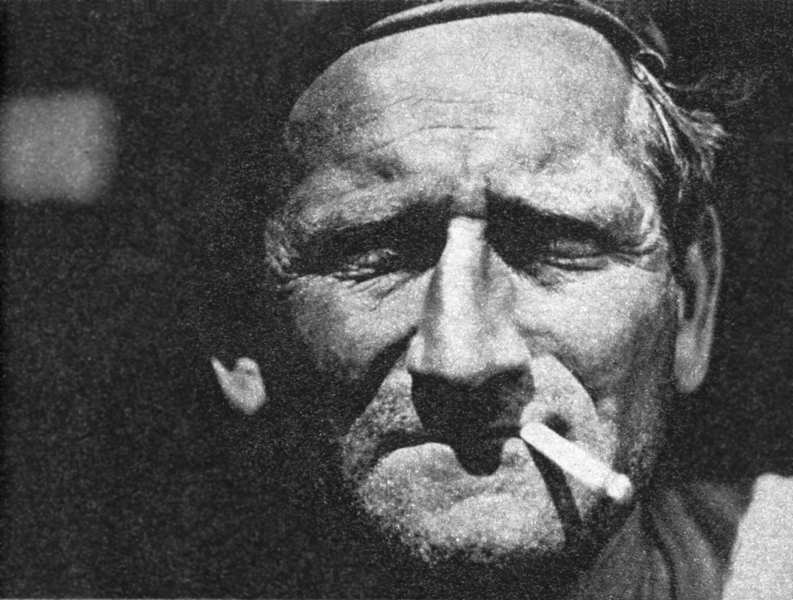
Jan Himilsbach

Jan Himilsbach (* 30. November 1931 in Mińsk Mazowiecki; † 11. November 1988 in Warschau) war ein polnischer Schauspieler und Schriftsteller.

## Leben
Obwohl der 1931 geborene Jan Himilsbach heute als eine der Schlüsselfiguren der polnischen Nachkriegskultur gilt, war er doch auch Außenseiter neben den Literaten, die sich nicht wie er mit Dieben, Prostituierten und anderen Menschen des gesellschaftlichen Randes abgaben. Dieses Umfeld und die kleinen Kneipen hat Himilsbach nie verlassen – er entstammte ihm, und es inspirierte ihn. Der lange Jahre wohnsitzlose Autor und Schauspieler verdingte sich als Binnenschiffer und Steinmetz, bevor er als Protagonist der Warschauer Künstlerszene gelten durfte. 
Über Himilsbachs Herkunft gibt es keine Dokumente. Er wurde erst 1943 im Nonnenkloster getauft, wahrscheinlich als Kind ermordeter jüdischer Eltern. Er verbrachte seine Jugend in Waisenheimen, mit 16 Jahren wurde er verhaftet. Im Granitsteinbruch von Strzegom (dt. Striegau) erlernte er das Steinmetzhandwerk. 1948 diente er beim Breslauer Intellektuellenkongress als Laufbote. Früh versuchte er im Stil des damals obligatorischen sozialistischen Realismus erbauliche Geschichten zu schreiben, bald aber folgte er seinem Temperament als Ironist, der die Welt so beschrieb, wie sie ist. 
Die Werke Himilsbachs sind von eigenem, skurrilen Humor gezeichnet, die unglaublichen Geschichten aus dem Arbeiterleben fesseln und erstaunen den Leser mit Herz. Mit scharfem Blick entlarvte er das Treiben in der Kriegs- und Nachkriegszeit. 
Im Jahr 1970 hatte Himilsbach in der Filmsatire „Rejs“ (dt. Titel: „Dampferfahrt“ oder „Der Ausflug“) von Marek Piwowski sein Filmdebüt. Bald schon gehörte er zu den Kultfiguren des polnischen Kino, obwohl er nie eine Schauspielausbildung erhalten hatte. Mit dem von Pockennarben übersäten Gesicht und nach rechts verbeulter Nase wurde er ein beliebter Filmschauspieler.
Er war mit dem Schriftsteller Marek Hłasko und dem Schauspieler Zdzisław Maklakiewicz befreundet. 
Jan Himilsbach starb am 11. November 1988.

## Filmografie (Auswahl)
- Przepraszam, Czy Tu Biją?; Regisseur Marek Piwowski
- Rejs; Regisseur Marek Piwowski, 1970
- Jak to się robi; Regisseur Andrzej Kondratiuk, 1973